# Pactes del Laterà

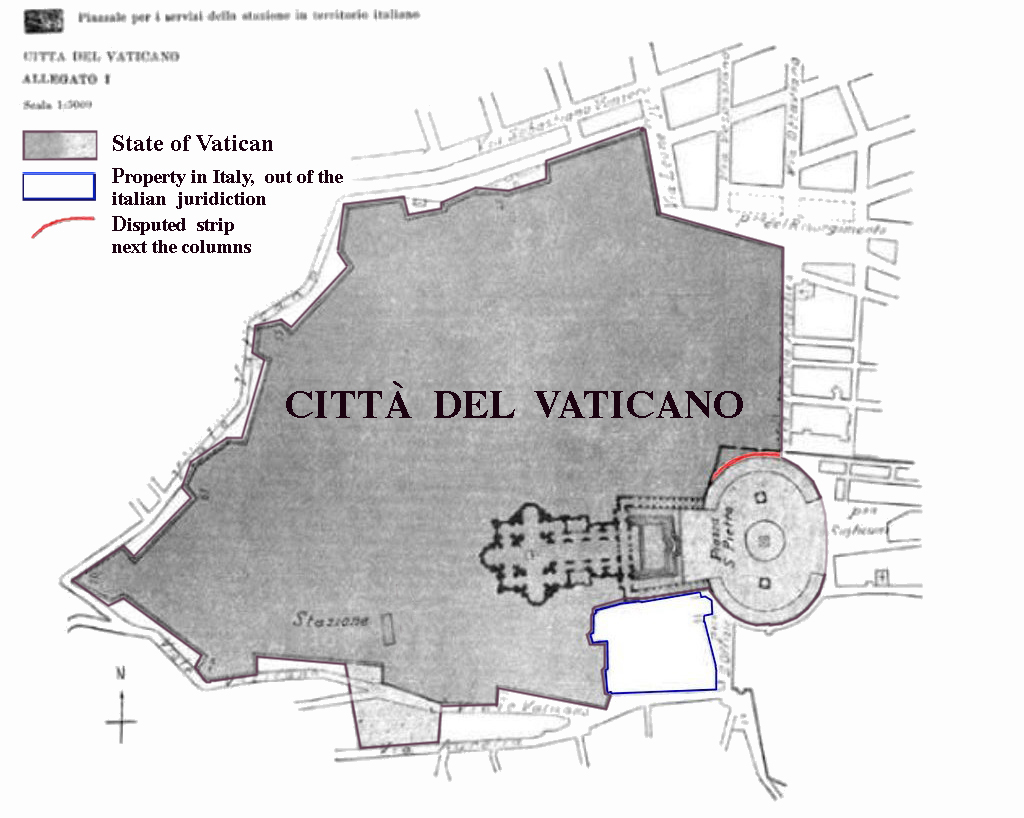
Territori de l'estat de la Ciutat del Vaticà establert arran dels Pactes del Laterà

Els Pactes del Laterà van ser un conjunt d'acords o pactes signats a Roma l'11 de febrer del 1929 entre el Regne d'Itàlia (representat per Benito Mussolini) i la Santa Seu (representada pel cardenal i secretari d'Estat Pietro Gasparri). Són anomenats així perquè foren signats al Palau del Laterà, antic palau dels papes. Aquesta signatura tancà el conflicte polític de la Qüestió Romana, iniciat a mitjans del segle xix.
La unificació d'Itàlia, el 1870, va comportar la desaparició dels Estats Pontificis, territoris que feia més de mil anys que estaven sota la sobirania dels papes de Roma. El papa Pius IX, que era el que regnava en aquells moments, va negar-se a reconèixer el nou estat italià, en va excomunicar el rei, Víctor Manuel II, i va viure la resta de la seva vida en situació d'aïllament als palaus del Vaticà. Durant 50 anys, Itàlia i la Santa Seu van mantenir un clima d'hostilitat mútua.
Durant el pontificat de Pius XI es va trencar aquest clima d'aïllament amb Itàlia i es van firmar els Pactes del Laterà, que van entrar en vigor el 7 de juny de 1929.
Els pactes van ser tres:
- Un pacte que reconeixia la independència de la Ciutat del Vaticà, que d'aquesta manera es configurava com a Estat. A canvi, la Santa Seu va reconèixer Itàlia.
- Un concordat que establia les relacions entre l'Església italiana i l'Estat italià.
- Una compensació econòmica per les pèrdues que va patir la Santa Seu el 1870 de resultes de la unificació italiana.

Itàlia va declarar-se confessionalment catòlica i l'Església va rebre una posició de favor en el camp de l'ensenyament.
Pius XI va prohibir als clergues prendre part en la vida política del país i va prescriure que els bisbes juressin fidelitat al Regne d'Itàlia.
Els membres del clergat van ser declarats exempts del servei militar, i les lleis de matrimoni i divorci van adaptar-se a les de l'Església catòlica.
El 1984, els pactes es van revisar per eliminar-ne el terme “Església d'Estat”.